# 小行星4891
小行星4891（4891 Blaga）是一颗绕太阳运转的小行星，为主小行星带小行星。该小行星于1984年4月4日发现。

## 轨道参数
小行星4891的轨道半长轴为3.1665978 UA，离心率为0.060。